# شیمی مدرن
شیمی مدرن، اصطلاحی است که به دوران پس از انتشار کتاب «شیمیدان شکاک» توسط رابرت بویل در سال ۱۶۶۱ و بعد از آن، ارائۀ «قانون پایستگی جرم» توسط آنتوان لاووازیه اطلاق می گردد.

## پیش از شیمی مدرن
پیش از پیدایش دانش «شیمی» یا «شیمی مدرن»، علم کیمیا در میان جوامع بشری رواج داشت. کیمیاگری در بین‌النهرین، مصر باستان، ایران، هند، چین، یونان، روم، در تمدن اسلامی، و سپس در اروپا تا قرن ۱۹ – به صورت یک شبکه پیچیده از مکاتب و نظام‌های فلسفی در طول دست کم ۲۵۰۰ سال رواج داشته‌است.
از دیرباز تبدیل مس به طلا و ساخت داروی جاودانگی که به آن اکسیر نیز گفته می‌شده، بیشترین تلاش کیمیاگران را به خود معطوف داشته‌است. با توجه به این مسئله، به کیمیا، علم اکسیر نیز گفته می‌شده‌است.